# Szinkit
Szinkit (arab. ‏شنقيط‎ = Šinqīṭ, fr. Chinguetti) – zabytkowe miasto w Mauretanii, w regionie administracyjnym Adrar, w średniowieczu ważny ufortyfikowany przystanek handlowy na trasie karawan (ksar). 
Miasto zostało wpisane wspólnie z Wadanem, Walatą i Tiszitem na listę światowego dziedzictwa kultury UNESCO i zalicza się do największych atrakcji turystycznych Mauretanii. 

## Historia
Tereny wokół Szinkitu zamieszkane były od tysiącleci. Świadczą o tym między innymi znalezione w pobliskich dolinach malowidła naskalne. Samo miasto powstało jednak w 777 roku i do XI wieku rozwinęło się jako ważny ośrodek handlowy dla berberyjskiej konfederacji plemion Sanhadża. Niedługo potem państwo Sanhaja zostało wchłonięte przez imperium Almorawidów, rozpościerające się u szczytu swojej potęgi od Półwyspu Iberyjskiego aż po rzekę Senegal. 
Po dwóch stuleciach upadku miasto zostało odbudowane w XIII wieku i stało się na powrót ważnym ośrodkiem handlu na trasie karawan zmierzających przez Saharę i łączących cywilizacje dorzecza Nigru ze światem śródziemnomorskim. 
Przez całe stulecia Szinkit służył też jako miejsce spotkań pielgrzymów z obszaru Maghrebu, zmierzających dalej do Mekki. Był niekiedy określany jako siódme najświętsze miejsce islamu i z czasem sam stał się celem pielgrzymek, zwłaszcza dla tych, którzy nie mogli pozwolić sobie na długą podróż na Półwysep Arabski. W okresie największego rozkwitu Szinkit był też obok Timbuktu jednym z najważniejszych ośrodków edukacji islamskiej w Afryce Zachodniej. 
W kolejnych wiekach miasto jednak podupadło i obecnie jest niewielkim, zagubionym na pustyni miasteczkiem, niekwestionowane jest jednak jego historyczne znaczenie w regionie.

## Współczesność
Szinkit podzielony jest obecnie na dwie części – starszą i nowszą, przy czym większość ludności zamieszkuje część nowszą, gdzie zlokalizowana jest też większość pensjonatów (auberges) dla turystów. Na zabudowę starszej, zabytkowej części miasta składają się liczące setki lat domy z kamienia i gliny – wiele z nich pochodzi jeszcze z czasów odbudowy miasta w XIII wieku. Zachował się tu także zabytkowy meczet i biblioteka przechowująca zwoje z tekstami Koranu z późnego średniowiecza. 
Turystów przyciągają tu także rozpościerające się tuż poza obrębem miasta wydmy płaskowyżu Adrar.

## Miasta partnerskie
- Fez, Maroko